# Aula de Compensación Educativa
Un aula de compensación educativa (A.C.E.) es aquella destinada a alumnos de secundaria, con edades comprendidas entre los 15 y 16 años, que presentan problemas de fracaso escolar con absentismo y situación en riesgo de exclusión social, económica y familiar, como causas principales. Son chicos y chicas con una baja autoestima, con un desfase curricular de al menos dos años y, sobre todo, un rechazo absoluto al sistema académico, disciplina u organización escolar.
En un entorno donde marginalidad y abandono escolar se dan la mano, transmitir al alumnado confianza en sí mismos es el reto de los profesionales que día a día trabajan con esfuerzo para conseguir la mejor de las metas: que estos adolescentes crezcan personalmente en un ambiente, sobre todo, afectivo.
Para ello, partiendo de sus necesidades y demandas, se les relaciona con otras experiencias diferentes a las que hasta ahora conocían, haciéndoles partícipes de actividades con las que se motiven y sientan realizados, propiciando la reflexión sobre el derecho que tiene toda persona a ser respetada y aceptada tal y como es.